# Dale (Nederland)
Dale is een buurtschap in de Achterhoekse gemeente Aalten, in de Nederlandse provincie Gelderland. Dale betekent laagte. De buurtschap ligt onderaan de westelijke helling van het Oost-Nederlands plateau. Dit deel van het plateau is een oud rivierterras uit het Onder-en Midden-Pleistoceen met een duidelijk zichtbare terrasrand. Op de helling zijn oude smeltwaterdalen nu als droge dalen aanwezig.
Het grootste deel van de bebouwing van de buurtschap Dale is gelegen rondom het kruispunt van de Welinkweg, de Aladnaweg en de Romienendiek. Dit deel van de buurtschap ligt op de grens van het lager gelegen Aaltense Goor en de essen op de hellingen van het plateau.
Hoofdplaats: Aalten      Stad: Bredevoort      Dorpen: Dinxperlo · De Heurne

Buurtschappen: Barlo · Het Beggelder · Dale · Groot Deunk · Haart · Heurne · Hollenberg · 't Klooster · Lintelo · 't Villeken · IJzerlo

Gelderland: Steden en dorpen in Gelderland      Nederland: Provincies · Gemeenten